# Менан (Ајдахо)
Менан (енгл. Menan) град је у америчкој савезној држави Ајдахо.

## Демографија
По попису из 2010. године број становника је 741, што је 34 (4,8%) становника више него 2000. године.
| Група             | 2000.       | 2010.       |
| Белци             | 598 (84,6%) | 649 (87,6%) |
| Афроамериканци    | 0 (0,0%)    | 3 (0,4%)    |
| Азијати           | 0 (0,0%)    | 0 (0,0%)    |
| Хиспаноамериканци | 102 (14,4%) | 77 (10,4%)  |
| Укупно            | 707         | 741         |